# 컨셔스 힙합
컨셔스 힙합(Conscious Hip Hop)은 컨셔스 랩(Conscious Rap)이라고도 불리며 사회에 관한 주제를 다룬 힙합의 하위장르이다.

## 역사

### 1980년대 후반~1990년대 초반
컨셔스 힙합의 기원은 초기 힙합 씬에서부터 시작된다. 아티스트들은 사회적, 정치적 주제를 다루기 시작했고, 특히 뉴욕의 퍼블릭 엔터프라이즈와 KRS-One 같은 아티스트들이 이 장르를 대표했다.

### 1990년대
A Tribe Called Quest, De La Soul, The Roots 등은 더 많은 실험적이고 사상적인 주제를 다루기 시작하면서 컨셔스 힙합의 대중화를 이끌었다.

### 2000년대 이후
Kendrick Lamar, J. Cole, Common 등 현대의 아티스트들은 여전히 이 장르를 유지하며 더 복잡하고 깊은 사회적 메시지를 전하고 있다.

## 특징

### 사회적 메시지
경제적 불평등, 인종차별, 정치적 부패, 환경 문제 등 다양한 사회적 주제를 다룬다.

### 정치적 메시지
자주 민권 운동이나 사회적 정의와 관련된 내용을 담고 있다. 예를 들어, Tupac Shakur의 "Changes"나 Public Enemy의 "Fight the Power"처럼.

### 리릭 중심
음악이 중요한 요소지만, 특히 가사에 집중하는 경향이 있다.

### 개인적 이야기
하지만 사회적 메시지를 넘어 아티스트 개인의 경험을 바탕으로 더 큰 사회적 변화를 이야기하는 경우도 있다.

## 주요 아티스트
- Tupac Shaku: 그의 많은 곡에서 사회적 문제, 특히 인종차별과 빈곤 문제를 다룬다.
- Public Enemy: 그들의 음악은 정치적 메시지를 담고 있으며, 사회적 불평등과 흑인 권리를 주제로 한 곡들이 많다.
- Common: 그의 곡은 정신적, 영적 메시지와 사회적 정의를 중심으로 한다.
- Kendrick Lamar: 특히 *To Pimp a Butterfly*와 *DAMN.*에서 사회적 문제와 개인적인 고뇌를 다룬다.
- J. Cole: 그의 앨범은 자주 흑인 커뮤니티와 정치적 부패, 사회적 문제를 언급한다.

## 현대의 컨셔스 힙합

### 2010년대 이후
현대 힙합에서는 Kendrick Lamar와 J. Cole과 같은 아티스트들이 컨셔스 힙합의 흐름을 이끌고 있으며, 그들의 앨범은 대중적인 인기를 얻으면서도 여전히 깊은 사회적 메시지를 담고 있다.
- 또한, Chance the Rapper나 Rapsody와 같은 아티스트들도 그들의 음악을 통해 중요한 사회적 문제를 다룬다.